# Ridicule
Ridicule (bra: Caindo no Ridículo; prt: O Ridículo) é um filme francês de 1996, uma comédia dramática e romântica dirigida por Patrice Leconte.
Foi indicado ao Oscar de melhor filme estrangeiro na edição de 1997, representando a França, mas perdeu para Kolja.

## Elenco
- Charles Berling – Le Baron Grégoire Ponceludon de Malavoy
- Jean Rochefort – Le Marquis de Bellegarde
- Fanny Ardant – Madame de Blayac
- Judith Godrèche – Mathilde de Bellegarde
- Bernard Giraudeau – L'abbé de Vilecourt
- Bernard Dhéran – Monsieur de Montaliéri
- Carlo Brandt – Le Chevalier de Milletail
- Jacques Mathou – Abbé de l'Epée
- Urbain Cancelier – Luís 16
- Albert Delpy – Baron de Guéret
- Bruno Zanardi – Paul
- Marie Pillet – Charlotte